# اچ‌دی ۱۲۶۶۱۴
اچ‌دی ۱۲۶۶۱۴ یک ستاره است که در صورت فلکی دوشیزه قرار دارد.